# Station Velp
Station Velp is een spoorwegstation in het Gelderse Velp aan de spoorlijn Arnhem – Zutphen (IJssellijn). Het station werd geopend op 2 februari 1865.
De perrons zijn aan de noordzijde van het desbetreffende spoor aangelegd. Het perron richting Zutphen ligt tussen beide sporen ingeklemd (een eilandperron, maar slechts aan een kant gebruikt) en is aan de noordzijde afgeschermd met een hek. Het is alleen toegankelijk aan de oostzijde via een overweg vanaf het perron richting Arnhem. Het perron richting Arnhem is zowel van de oost- als westzijde toegankelijk. Aan de oostzijde van dit perron bevindt zich de hoofdtoegang aan de Stationsstraat, het stationsgebouw en de fietsenstalling.

## Stationsgebouwen

### 1862-1973
Het oorspronkelijke stationsgebouw was een standaard stationsgebouw van het type SS vijfde klasse. In 1914 is het middendeel van het gebouw verhoogd. Het stationsgebouw is in 1973 buiten gebruik gesteld en afgebroken.

### 1973-1982
In 1973 werd het oude stationsgebouw vervangen door een eenvoudig glazen wachtlokaal. De treinreiziger diende zijn kaartje in de trein te kopen.

### 1982-heden
In 1982 werd het wachtlokaal vervangen door een strak en sober vormgegeven, langwerpig stationsgebouw, ontworpen door ir. C. Douma. Stationsgebouwen van hetzelfde type werden in Duiven (1980) en Elst (1982) gebouwd. Kenmerkend element is de luifel boven het perron die het spiegelbeeld vormt van het platte dak. Behalve een wachtruimte met glazen ramen rondom was er een dienstruimte met loket. Het loket is in 2003 gesloten. Op het station is een kaartautomaat aanwezig. In de voormalige dienstruimte was enkele jaren een kiosk gevestigd. Tegenwoordig is hier een snackbar gevestigd.

## Dienstregeling
| Serie | Treinsoort    | Route                                                          | Bijzonderheden |
| ----- | ------------- | -------------------------------------------------------------- | --- |
| 7600  | Sprinter (NS) | Wijchen – Nijmegen – Arnhem Centraal – Velp – Dieren – Zutphen | 's Avonds na 20:00 uur en op zondag wordt er niet tussen Nijmegen en Wijchen v.v. gereden en wordt 1x per uur gereden tussen Arnhem Centraal en Zutphen v.v. |

De dienstregeling wordt uitgevoerd door de Nederlandse Spoorwegen.

## Ontwikkeling aantal reizigers
Het aantal door NS vervoerde reizigers (per gemiddelde werkdag) ontwikkelde zich sedert 2019 als volgt:
| Jaar | Aantal reizigers |
| ---- | ---------------- |
| 2019 | 1.485            |
| 2020 | 728              |
| 2021 | 849              |
| 2022 | 1.109            |
| 2023 | 1.354            |
| 2024 | 1.375            |

## Afbeeldingen

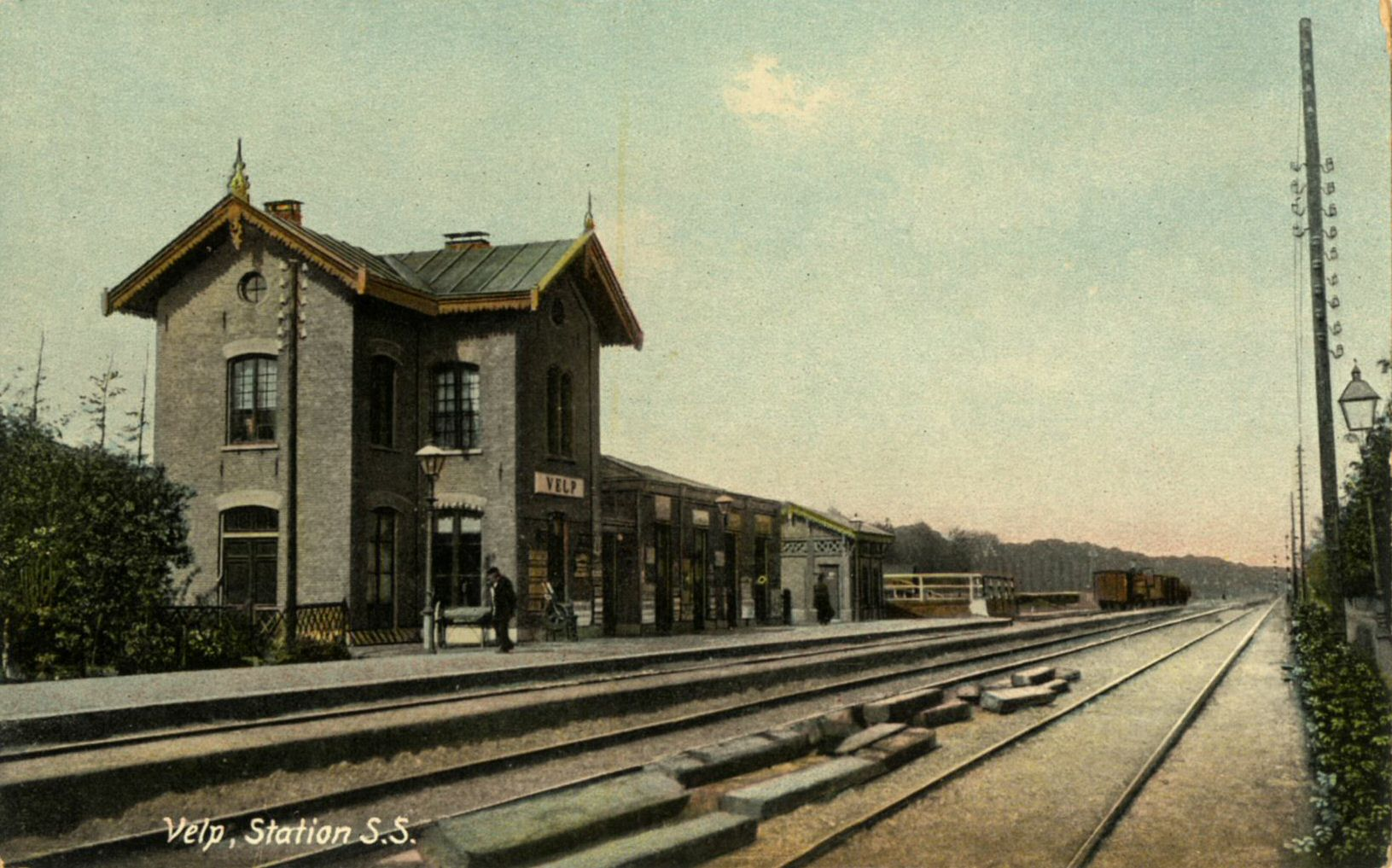
Station in 1906
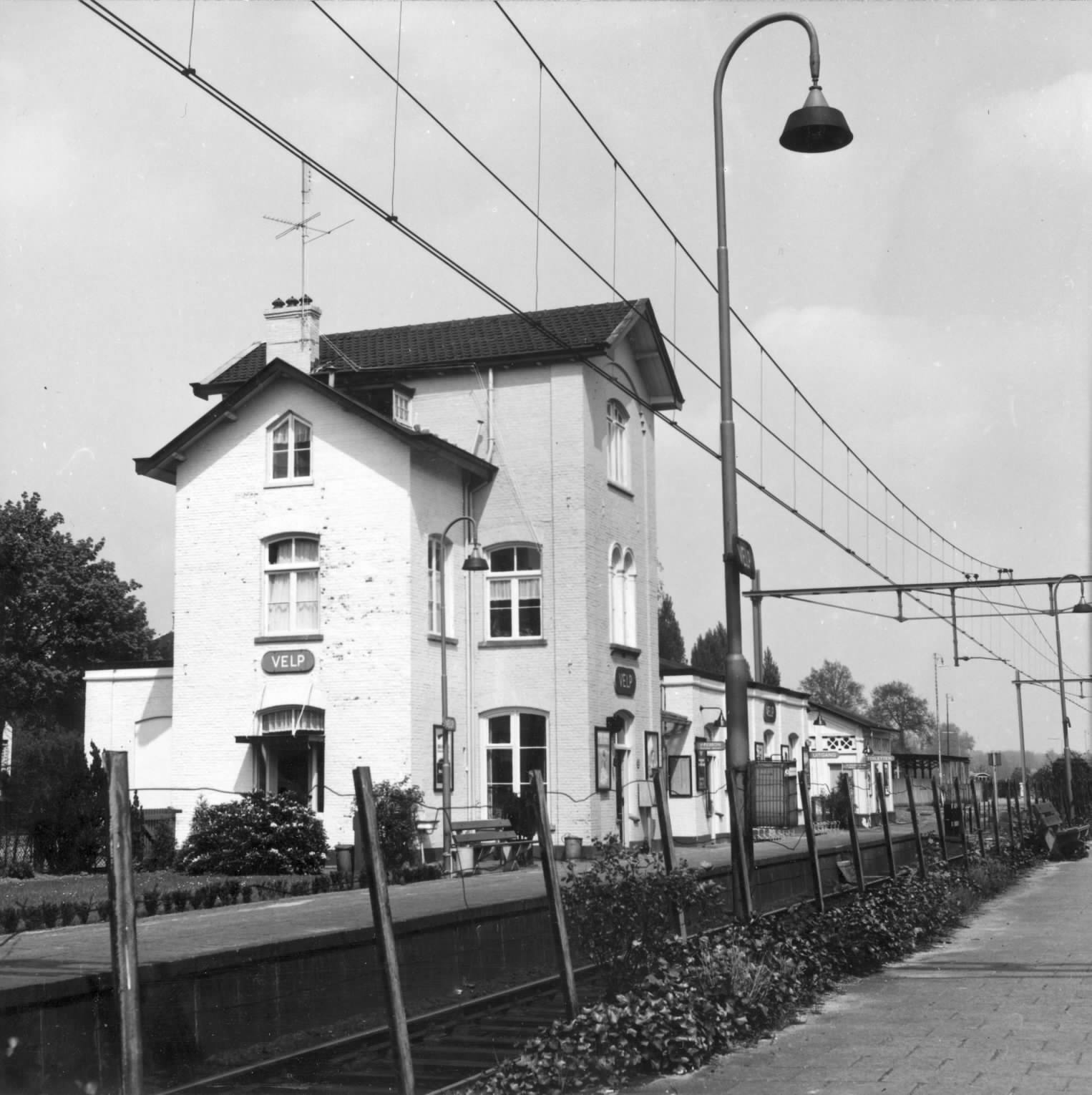
Station in 1966
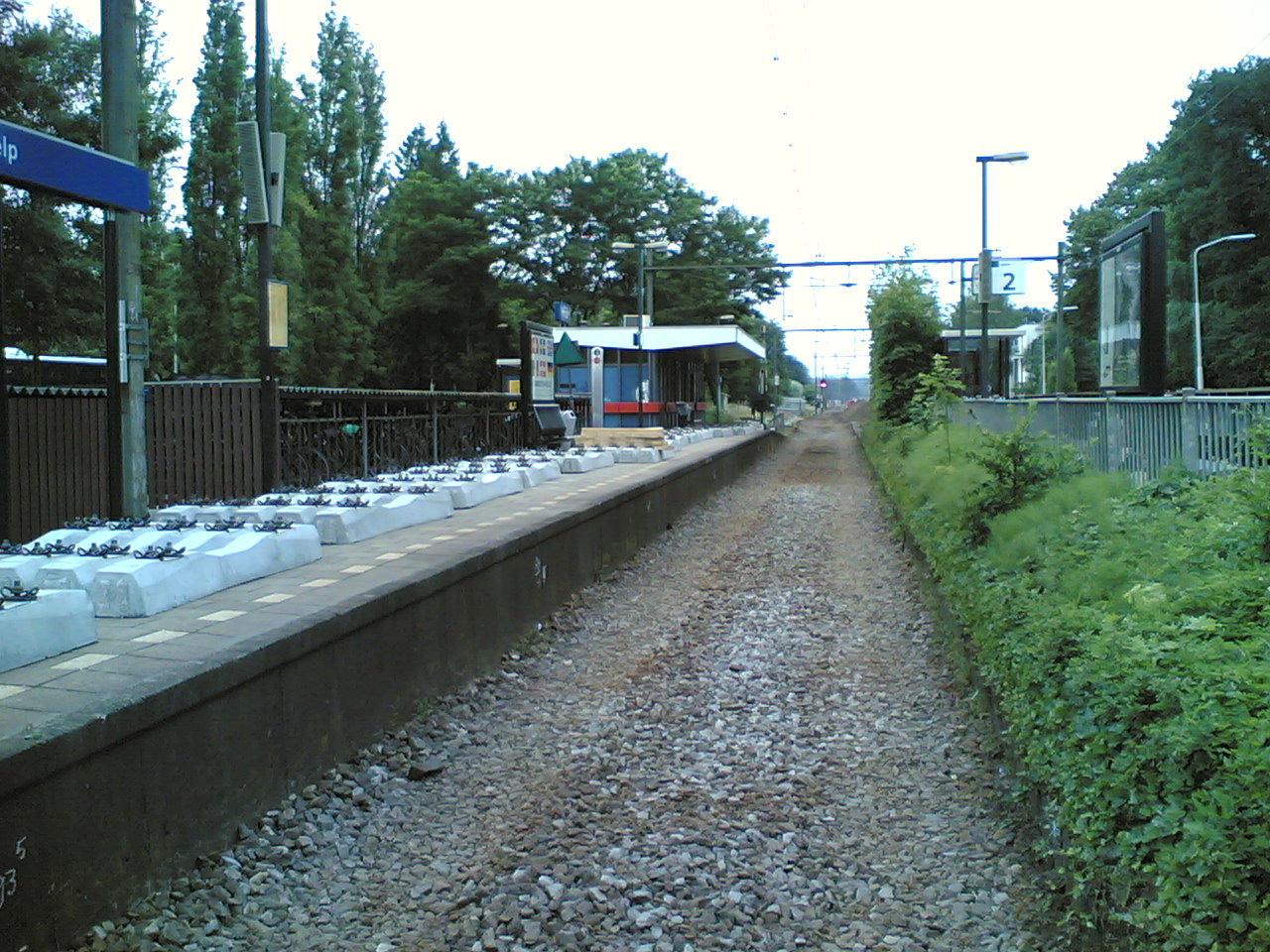
Spoorwerkzaamheden (2006)
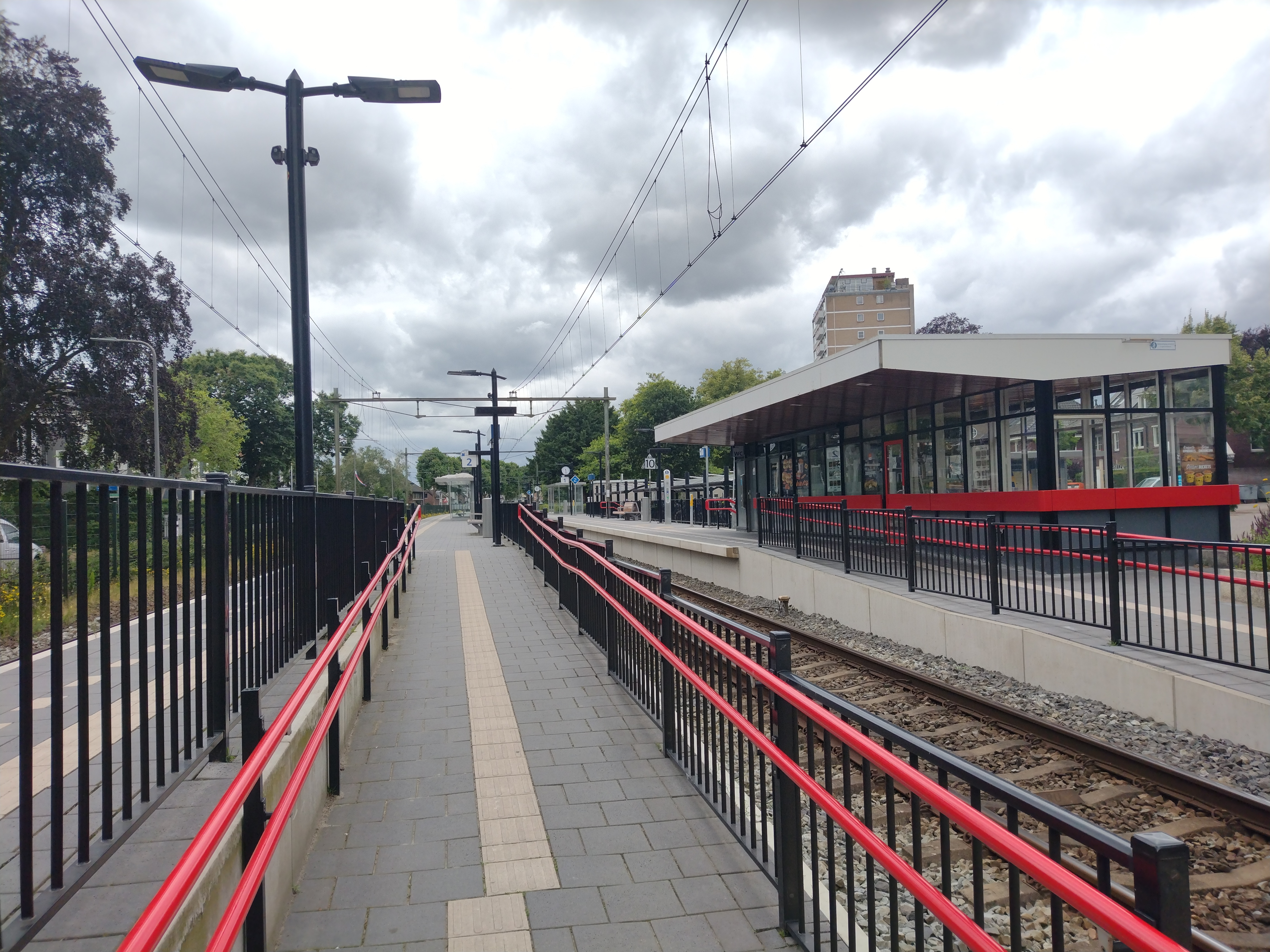
Station Velp; 2024
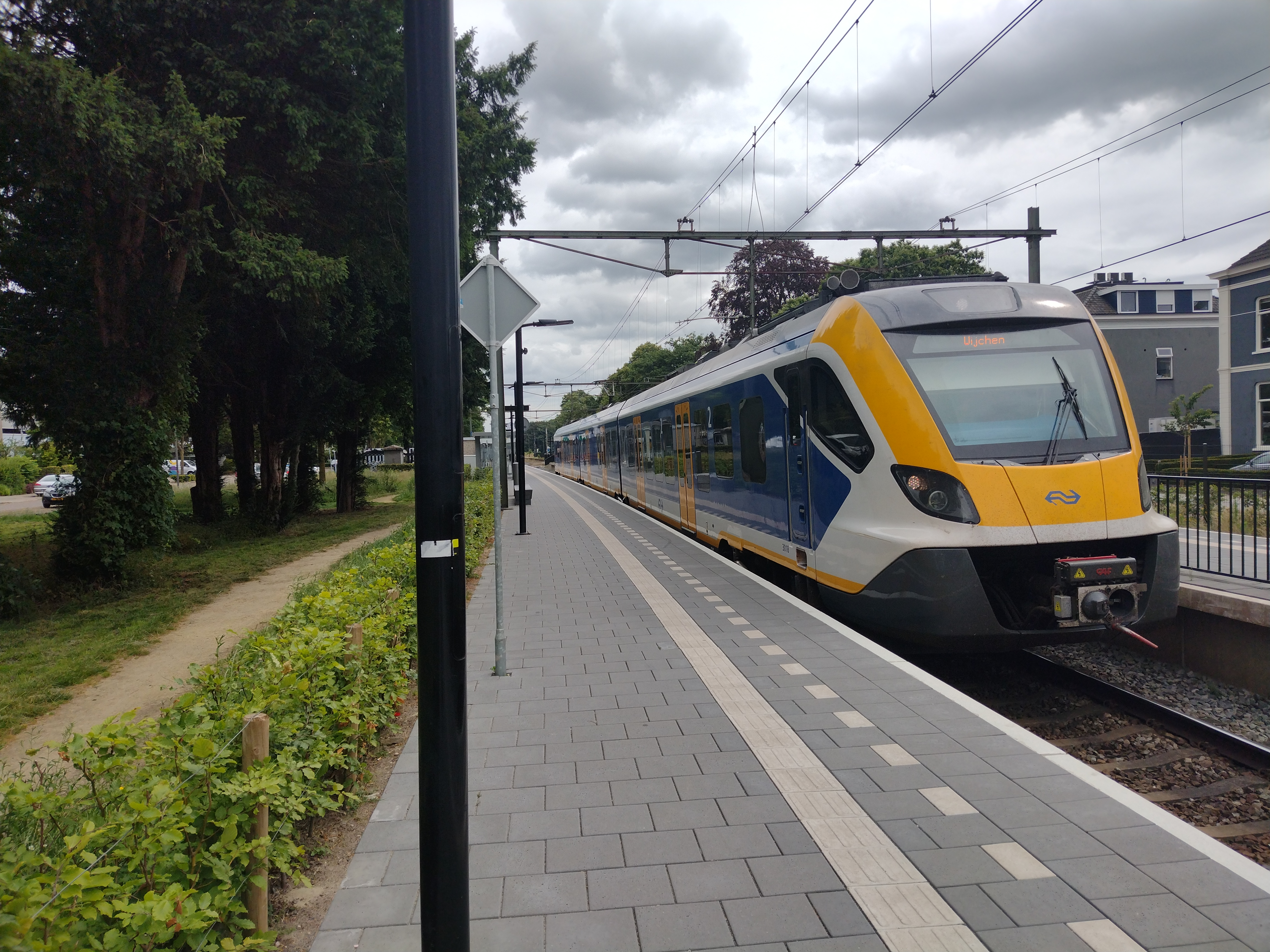
SNG op het station
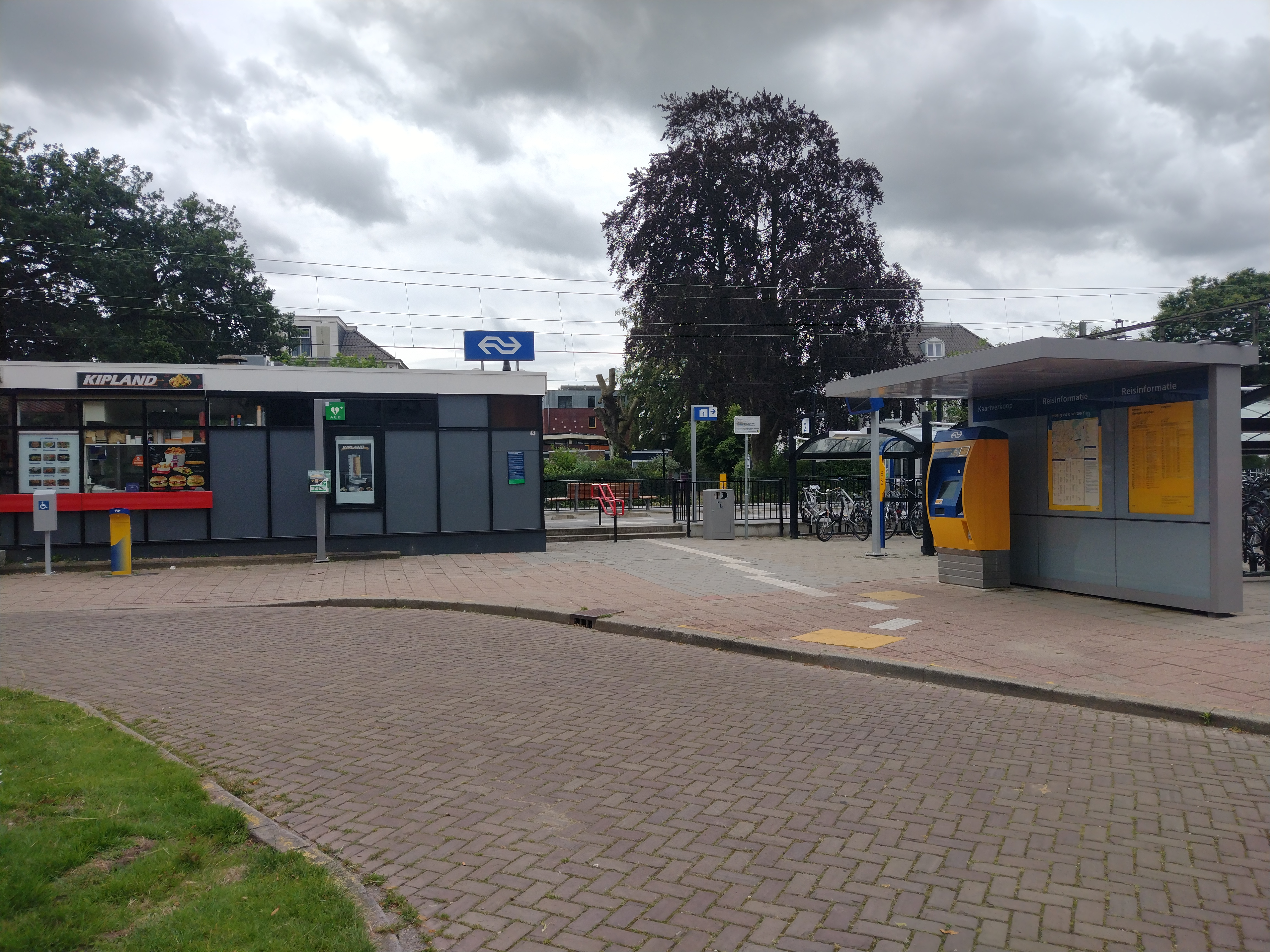
Noordzijde van het station